# SV Urk
SV Urk is een op 29 juli 1940 opgerichte amateurvoetbalvereniging uit Urk, Flevoland, Nederland. De clubkleuren zijn blauw-wit. De thuiswedstrijden worden op sportpark “De Vormt” gespeeld. Het standaardelftal is na Almere City FC het hoogst spelende voetbalteam van de provincie Flevoland.

## Geschiedenis

### Het begin
Op 29 juli 1940 vond de officiële oprichting plaats van de “Sportvereniging Urk”. De club ontstond uit het samengaan van de voetbalverenigingen, U.S.V. (opgericht op 16 september 1932) en S.G.O. (opgericht op 1 maart 1933). In de beginjaren speelde SV Urk op wisselende locaties. Op 31 augustus 1957 werd het “Wilhelmina-Sportpark” in gebruik genomen. Hier werd op 16 april 1983 de laatste wedstrijd gespeeld. Vanaf 1983 vormt Sportpark "De Vormt" de thuisbasis van de vereniging.

### 1990-heden
In 1990 promoveerde Urk naar het hoogste (zaterdag)amateurniveau. Na een aantal gewenningsjaren moest de club zelfs aan het einde van het seizoen 1992/93 tegen Heerenveense Boys in een promotie-degradatiewedstrijd het vege lijf redden. De blauw-witten werden in het seizoen 1995/96 voor het eerst kampioen van de hoogste klasse in het zaterdagvoetbal. In de strijd om de algehele zaterdagtitel moest Urk het afleggen tegen SVV Scheveningen. In de drie daaropvolgende seizoenen legde de club respectievelijk beslag op een tweede, derde en weer tweede plaats, om in het seizoen 1999/2000 wederom beslag te leggen op de titel. Urk haalde een recordaantal punten van 65 en wist 85 keer het doel van de tegenstander te vinden (beide zijn een Hoofdklasse-record). Ook de twintig overwinningen is een gedeeld Hoofdklasse-record.
In de strijd om de zaterdagtitel moest Urk in de allerlaatste wedstrijd de eer laten aan v.v. Katwijk. De daaropvolgende seizoenen moest Urk langzamerhand wat terrein prijsgeven op de top van het zaterdagvoetbal, om ten slotte in 2007 te degraderen naar de Eerste klasse. De bewuste keuze om te kiezen voor eigen jeugd en om niet over te gaan tot betaling van spelers is mede oorzaak van het stapje terug. In het seizoen 2010/11 werd Urk kampioen in de Eerste klasse waardoor ze terugkeerden in de Hoofdklasse (toen inmiddels het tweede amateurniveau). Het was niet van lange duur, want na een seizoen Hoofdklasse ging Urk via promotie/degradatiewedstrijden weer terug naar de Eerste klasse. Middels het kampioenschap in 2013/14 (1E) keerde Urk weer terug in de Hoofdklasse.
In het seizoen 2014/2015 speelde Urk in de KNVB Beker een thuiswedstrijd tegen regerend landskampioen Ajax, deze wedstrijd ging met 0-4 verloren.
Het duurde tot en met 2022 eer SV Urk weer een stap kon maken in de voetbalpiramide. Toen werden de blauw-witten kampioen van de Hoofdklasse B en promoveerde het na een concurrentieslag met SC Genemuiden en RKAV Volendam voor het eerst in de geschiedenis naar de Derde divisie.
De club speelde altijd al op zaterdag en tekende het convenant dat opgesteld was tussen de KNVB en de Belangenvereniging Zaterdagvoetbal (BZV) om te kunnen garanderen dat wedstrijden op zaterdag gespeeld kunnen worden.

## Erelijst
Hoofdklasse
kampioen in 2000 *
kampioen in 2022
Eerste klasse
kampioen in 1996 *
kampioen in 2011
kampioen in 2014
Districtsbeker Oost
Winnaar in 1985
* destijds het hoogste amateurniveau

## Klasse niveau
Het eerste elftal deed voor het eerst mee aan de competitie in het seizoen 1947/48. Van 1990/91-2006/07 speelde Urk op het hoogste (zaterdag)amateurniveau.
| Klasse                    | Seizoenen       | Seizoenen   | Seizoenen   | Seizoenen   | Seizoenen |
| ------------------------- | --------------- | ----------- | ----------- | ----------- | --------- |
| Hoofdklasse               | 97/98-06/07     | 11/12       | 14/15       |             |           |
| Eerste klasse             | 90/91-96/97     | 07/08-10/11 | 12/13-13/14 |             |           |
| Tweede klasse             | 63/64-75/76     | 78/79-80/81 | 85/86-89/90 |             |           |
| Derde klasse              | 59/60           | 62/63       | 76/77-77/78 | 81/82-84/85 |           |
| Vierde klasse             | 57/58-58/59     | 60/61-61/62 |             |             |           |
| 1e klasse afdeling Zwolle | 47/48-56/57 (A) |             |             |             |           |

## Competitieresultaten 1958–heden
| 3 4B |

| 1 4B |

| 10 3B |

| 2 4A |

| 1 4A |

| 1 |

| 11 2C |

| 4 2C |

| 7 2C |

| 11 2D |

| 11 2C |

| 6 2E |

| 8 2D |

| 5 2C |

| 6 2C |

| 7 2D |

| 6 2D |

| 2 2D |

| 12 2C |

| 5 3A |

| 1 3A |

| 10 2D |

| 8 2D |

| 12 2D |

| 7 3B |

| 7 3B |

| 1 3B |

| 1 3B |

| 2 2E |

| 4 2E |

| 5 2D |

| 3 2D |

| 4 2E |

| 10 1A |

| 6 1C |

| 12 1C |

| 4 1C |

| 4 1C |

| 1 1C |

| 2 C |

| 6 C |

| 2 C |

| 1 C |

| 2 C |

| 6 C |

| 7 C |

| 8 C |

| 4 C |

| 11 C |

| 14 C |

| 5 1E |

| 2 1E |

| 9 1D |

| 1 1E |

| 12 C |

| 4 1D |

| 1 1E |

| 11 C |

| 9 C |

| 11 B |

| 6 B |

| 6 B |

| 7 B |

| X B |

| 1 B |

| 12 |

| 14 A |

| 9 A |

| ? A |

| Derde divisie | Hoofdklasse | Eerste klasse | Tweede klasse | Derde klasse | Vierde klasse |

In elke staaf van de grafiek staat van boven naar beneden vermeld: 
- Eindnotering

Dit is de positie die de club heeft bereikt in de competitie, zonder eventuele beslissings-, play-off- of nacompetitiewedstrijden die nodig zijn geweest om bijvoorbeeld de kampioen van de competitie te bepalen.
Indien een * achter het getal staat is de notering een tussenstand en kan het zijn dat de notering niet overeenkomt met de uiteindelijke eindstand van de competitie.
Staat er een - dan is het seizoen nog bezig en is er geen definitieve uitslag bekend.
Staat er xx op de positie van de notering, dan heeft de club vroegtijdig de competitie verlaten. Dit kan onder andere komen door terugtrekking van het team, faillissement van de club of door een uitgedeelde straf van de KNVB. In veel gevallen staat elders in het artikel de reden vermeld.
Staat er een ? dan is het resultaat uit het verleden onbekend, en is alleen de competitie of het niveau bekend van dat seizoen.
In de seizoenen 2019/20 en 2020/21 werd wegens de coronacrisis het amateurvoetbal afgebroken. Daardoor kennen deze staven geen eindklassering (middels -- weergegeven).
- Competitieniveau en afdelingsletter of Officiële eindstand Eredivisie
  - Competitieniveau en afdelingsletter

Hierbij geeft het getal het niveau weer, dat ook terug te vinden is in de legenda. De letter is de afdelingsaanduiding en wordt gebruikt wanneer er meer afdelingen zijn op hetzelfde niveau. De afdelingsletter is altijd een hoofdletter en wordt meestal zonder nummer gebruikt.
Voorbeeld: 2F is niveau 2e klasse competitie F.
Het competitieniveau en nummer wordt niet vermeld wanneer er slechts één competitie van dit niveau was.
  - Officiële eindstand Eredivisie (getal staat tussen haakjes vermeld)

Sinds de introductie van play-offwedstrijden voor Europees voetbal na afloop van de reguliere competitie in 2005/06, is de KNVB verplicht een eindstand van de Eredivisie door te geven aan de UEFA aan de hand van deze play-offwedstrijden.
Bij deze eindstand staan clubs die zich hebben gekwalificeerd voor Europees voetbal hoger dan clubs die zich niet wisten te kwalificeren. Indien er geen verschil was tussen de eindnotering en de officiële eindstand, staat dit getal niet vermeld.

- Onderafdeling

Hier staat afgekort de naam van de onderafdeling indien de club in dat jaar in een onderafdeling uitkwam. Tevens staat deze afkorting in de legenda en wordt gelinkt naar het artikel over deze onderafdeling. Deze afkorting wordt alleen vermeld wanneer de club in het verleden in verschillende onderafdelingen heeft gespeeld. Deze vermelding is in de staaf altijd in kleine letters. Deze onderafdelingen zijn na het seizoen 1995/96 afgeschaft. Heeft de club in slechts één onderafdeling gespeeld, dan is dit alleen terug te vinden in de legenda.
Onder de staaf staat het jaartal vermeld waarin het seizoen is afgesloten. 15 verwijst naar het seizoen 2014/15 of eventueel het seizoen 1914/15.
Wanneer een staaf leeg is, zijn deze gegevens niet bekend. Het kan ook zijn dat de club dat seizoen niet heeft meegespeeld op het hogere amateurniveau, vroegtijdig de competitie heeft verlaten of uit de competitie is gezet.

In het seizoen 1944/45 was er wegens de Tweede Wereldoorlog geen regulier competitievoetbal.

## SV Urk in de KNVB Beker
Dit schema laat de resultaten zien van SV Urk tegen profclubs in de KNVB Beker.
| Seizoen | Ronde    | Wedstrijd              | Uitslag  |
| ------- | -------- | ---------------------- | -------- |
| 1985/86 | 1e ronde | Urk - AZ'67 Alkmaar    | 1-4      |
| 1995/96 | Groep 2  | Urk - SC Heracles '74  | 1-4      |
| 1995/96 | Groep 2  | BVO Emmen - Urk        | 2-2      |
| 1995/96 | Groep 2  | Urk - sc Heerenveen    | 1-1      |
| 1996/97 | Groep 2  | Urk - sc Heerenveen    | 1-3      |
| 1996/97 | Groep 2  | SC Cambuur - Urk       | 7-1      |
| 1998/99 | Groep 11 | Urk - FC Groningen     | 0-4      |
| 1998/99 | Groep 11 | BVO Emmen - Urk        | 5-3      |
| 1999/00 | Groep 20 | Urk - FC Twente        | 0-9      |
| 2000/01 | Groep 13 | Urk - Heracles Almelo  | 1-1      |
| 2000/01 | 2e ronde | Urk - Helmond Sport    | 2-3 n.v. |
| 2001/02 | Groep 18 | BVO Emmen - Urk        | 6-0      |
| 2001/02 | Groep 18 | Urk - FC Zwolle        | 0-1      |
| 2002/03 | Groep 19 | SC Cambuur - Urk       | 6-1      |
| 2003/04 | 1e ronde | Urk - AGOVV            | 0-2      |
| 2005/06 | 1e ronde | Urk - FC Omniworld     | 1-4      |
| 2014/15 | 3e ronde | Urk - AFC Ajax         | 0-4      |
| 2018/19 | 2e ronde | Urk - Roda JC Kerkrade | 0-1      |

## Bekende (oud-)spelers
- Pieter Bijl
- Harmen Kuperus
- Jan Ras
- Jarno Westerman

## Bekende (oud-)trainer
- Mark Looms
- Hennie Spijkerman
- Jan Schulting